# Cooyoo australis
Cooyoo australis è un pesce osseo estinto, appartenente agli ittiodectiformi. Visse nel Cretaceo inferiore (Albiano, circa 115 - 105 milioni di anni fa) e i suoi resti fossili sono stati ritrovati in Australia.

## Descrizione
Questo pesce era di grandi dimensioni, e poteva superare i due metri e mezzo di lunghezza. Era dotato di un corpo allungato e forte, mentre la testa era molto corta e dalle fauci ampie e rivolte all'insù. Il muso era arrotondato, mentre sulla parte posteriore del cranio era presente una proiezione osea a forma di corno, tipica di molti ittiodectiformi ma che in Cooyoo era particolarmente sviluppata; probabilmente era un notevole punto di ancoraggio per potenti muscoli. Cooyoo era fornito di denti aguzzi e robusti, di varie forme e dimensioni, disposti lungo i margini delle mascelle. Il corpo allungato terminava in una grande pinna caudale, profondamente biforcuta, dai lobi di dimensioni pressoché identiche. Pinna dorsale e pinna anale erano piuttosto arretrate, mentre le pinne ventrali si trovavano all'incirca a metà del corpo. Le pinne pettorali erano di grandi dimensioni. 

## Classificazione
Cooyoo australis è un rappresentante degli ittiodectiformi, un gruppo di pesci ossei appartenenti ai teleostei, di cui probabilmente formavano una branca arcaica. 
I primi fossili di questo animale vennero ritrovati nella zona di Richmond, in Queensland (Australia), e vennero descritti da Arthur Smith Woodward nel 1894. Lo studioso attribuì questi resti (fauci incomplete) al genere Portheus (attualmente noto come Xiphactinus), e denominò la nuova specie Portheus australis. Solo successivamente, nella stessa zona, vennero ritrovati esemplari più completi e fu quindi possibile stabilire le differenze rispetto a Xiphactinus: nel 1987 Bartholomai e Lees attribuirono questa specie di ittiodectiforme a un nuovo genere, Cooyoo.

## Paleoecologia
Sicuramente Cooyoo era un veloce e potente predatore, che inseguiva le sue prede grazie ai movimenti della sua forte pinna caudale. Uno degli esemplari più grandi e meglio completi, lungo circa 2,5 metri, è stato soprannominato "Wandah".
Un esemplare di Cooyoo descritto nel 2013 porta alcuni segni di un morso da parte di un animale più grande, probabilmente un plesiosauro policotilide, uno pterosauro o un ittiosauro del genere Platypterygius. La mancanza di ricrescita ossea attorno alla regione del morso indicherebbe che questo esemplare sia morto in seguito alle ferite riportate (Wretman e Kear, 2013).